# Hailey (Idaho)
Hailey – miasto w Stanach Zjednoczonych, w stanie Idaho, siedziba administracyjna hrabstwa Blaine.

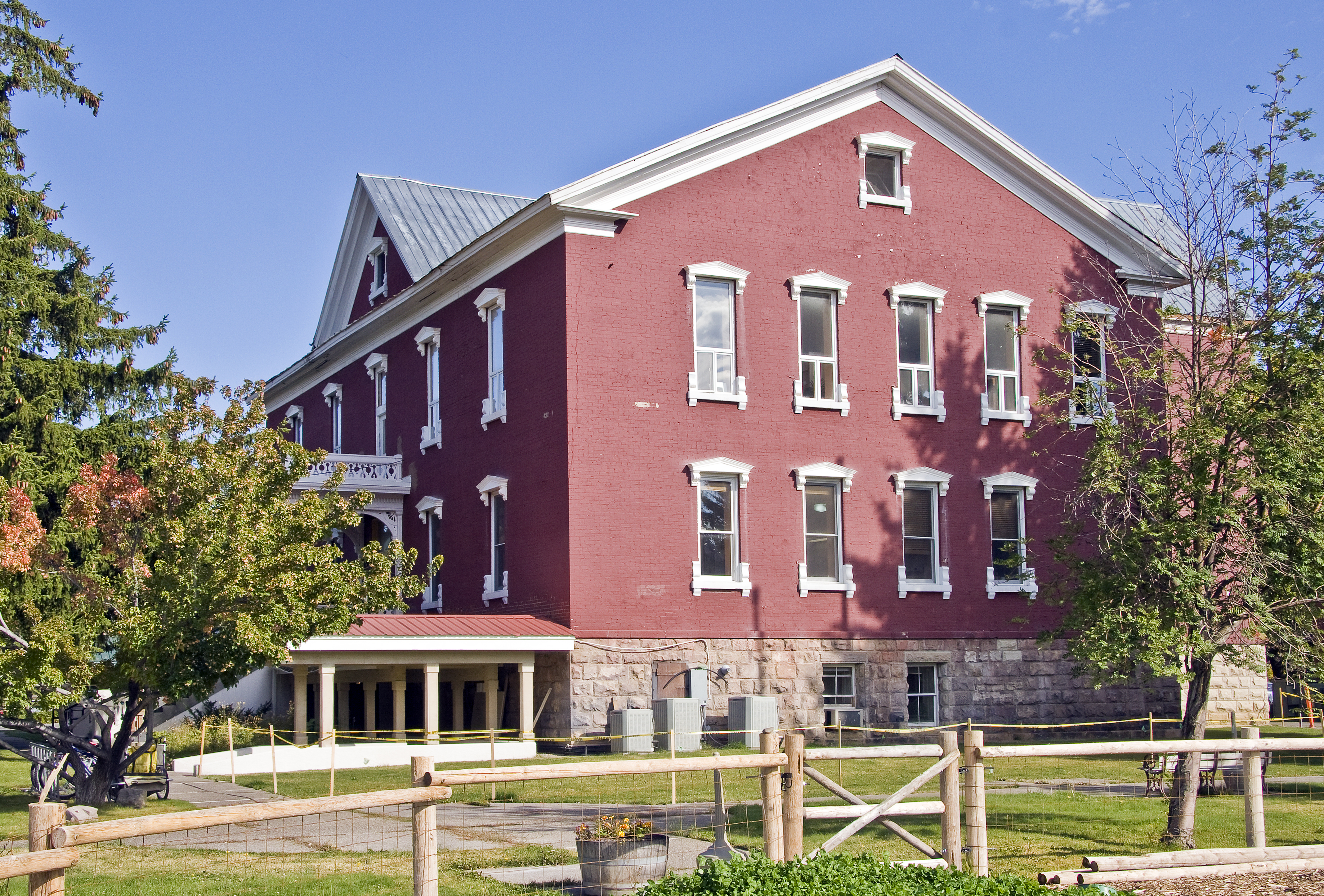
Budynek sądu z 1883 r.

## Transport lotniczy
Działa tu port lotniczy Friedman Memorial. 